# 小額硬貨の廃止
小額硬貨の廃止（しょうがくこうかのはいし）では、世界における低額面の硬貨の廃止、通用停止について説明する。

## 背景
キャッシュレス決済が進み、現金での決済が少なくなってきたことや、材料費高騰の影響で製造コストが硬貨の額面を上回ることが背景にある。

## 日本において
日本では、小額通貨の整理及び支払金の端数計算に関する法律によって、それまでの銭、厘単位の貨幣はすべて無効になった。

## 例
使用頻度が少ないため通用停止になったものの例としては、カナダの1セント硬貨や、韓国の1ウォン、5ウォン硬貨などが挙げられる。
製造費用が額面価値を上回ったため通用停止になったものの例としては、日本の一円黄銅貨などが挙げられる。